# Кин, Робби
Ро́берт Де́йвид «Робби» Кин (ирл. Roibéard Daithí Ó Catháin, англ. Robert David „Robbie“ Keane; род. 8 июля 1980[…], Талла, Ленстер) — ирландский футбольный тренер, ранее выступавший как футболист на позиции нападающего, главный тренер «Ференцвароша» (с 2025 года). Был капитаном сборной Ирландии с марта 2006 года до завершения карьеры в августе 2016 года. Является самым титулованным игроком и лучшим бомбардиром в истории команды.
Начал свою карьеру в «Вулверхэмптон Уондерерс», забив дважды в дебютном матче в возрасте 17 лет. В следующем сезоне он стал лучшим бомбардиром клуба и забил свой первый международный гол за сборную Ирландии. В период с 1999 по 2002 год он часто менял клубы, побив рекорды трансферной стоимости, но его короткие периоды в «Интернационале» и «Лидс Юнайтед» не были выдающимися. В 2002 году он перешёл в «Тоттенхэм Хотспур» и играл там семь с половиной лет, сыграв 306 матчей и забив 122 гола во всех турнирах. Сезон 2007/08 стал самым результативным в его карьере, так как он установил карьерный рекорд — 23 гола за сезон, включая знаменательный 100-й гол в турнирах, и выиграл свою первую награду на высшем уровне (Кубок лиги).
В июле 2008 года перешёл в «Ливерпуль», но провёл в клубе всего шесть месяцев, после чего вернулся в «Тоттенхэм», где стал капитаном команды. В январе 2010 года перешёл на правах аренды в команду шотландской Премьер-лиги «Селтик» до конца сезона, а вторую половину следующего сезона провёл на правах аренды в «Вест Хэм Юнайтед». В 2011 году перешёл из «Тоттенхэма» в «Лос-Анджелес Гэлакси», а в январе 2012 года отправился в «Астон Виллу» на двухмесячную аренду в межсезонье MLS. Он покинул «Лос-Анджелес Гэлакси» в 2016 году, забив 104 гола за шесть сезонов, а затем на короткое время перешёл в индийский клуб АТК. В ноябре 2018 года объявил о своём уходе из профессионального футбола. В общей сложности он забил 126 голов в Премьер-лиге за шесть разных клубов, что позволяет ему занимать 15-е место среди самых результативных бомбардиров в истории Премьер-лиги.
За 18-летнюю международную карьеру забил 68 голов за сборную Ирландии, став рекордным ирландским бомбардиром всех времен. Его 146 матчей за сборную также являются рекордом Ирландии. Занимает пятое место в списке лучших европейских международных бомбардиров всех времён и является единственным игроком в истории мирового футбола, забивавшим хотя бы один гол на международной арене в течение 19 лет подряд. Стал лучшим бомбардиром сборной Ирландии на чемпионате мира 2002 года, забив три гола, когда они дошли до 1/8 финала, а также играл на Евро-2012 и Евро-2016. На протяжении всей своей клубной и международной карьеры он был известен своим празднованием гола, когда он исполнял колесо с последующим кувырком вперёд.
После объявления об уходе из спорта Кин начал свою тренерскую карьеру в сборной Ирландии в качестве ассистента главного тренера Мика Маккарти в ноябре 2018 года. В 2019 году он также занял должность ассистента главного тренера в клубе Чемпионшипа «Мидлсбро», а его бывший товарищ по команде Джонатан Вудгейт стал главным тренером. Кин подписал с «Мидлсбро» контракт на 1 год, который закончился во время пандемии COVID-19, и покинул клуб на своих условиях в июне 2020 года. Во время обеих работ Кин учился для получения лицензии УЕФА Pro; он получил её в 2020 году.

## Ранние годы
Робби Кин родился 8 июля 1980 года на южной окраине Дублина, в городе Талла в семье Роберта и Анны Кин. Он начал свою футбольную карьеру в местном клубе «Феттеркерн», а затем в возрасте 10 лет присоединился к дублинской школьной команде «Крумлин Юнайтед», где его талант был замечен и признан в раннем возрасте. Он также до 15 лет играл в гэльский футбол, а затем бросил его, чтобы продолжить футбольную карьеру. Кин получил предложения от «Ливерпуля» и «Вулверхэмптон Уондерерс», но решил перейти в команду первого дивизиона, посчитав, что в «Ливерпуле» будет сложнее пробиться в первую команду. Он перешёл в «Вулверхэмптон» за четыре дня до своего 16-летия в июле 1996 года, присоединившись к их молодёжной команде.

## Клубная карьера

### «Вулверхэмптон Уондерерс»
Робби прошёл через все молодёжные ряды «Вулверхэмптона» и дебютировал на профессиональном уровне в возрасте 17 лет 9 августа 1997 года, забив дважды в ворота «Норвич Сити». В следующем сезоне он отлично проявил себя в клубе, заслужив похвалу прессы и тренера «волков» Колина Ли. В дальнейшем он стал ведущим бомбардиром клуба, забив 16 голов в сезоне 1998/99. Выступления ирландца и его бомбардирские показатели как в «Вулвз», так и в национальной сборной привлекли большой интерес со стороны больших клубов, и переход молодого нападающего казался неизбежным, учитывая финансовые возможности «волков». Однако, когда до конца его контракта оставалось три года, «Вулверхэмптон» запросили высокую цену за свою ирландскую звезду, и управляющий директор Джон Ричардс заявил о своём нежелании продавать Кина, если его цена не будет удовлетворена.

### «Ковентри Сити»
Всего через несколько недель после начала сезона 1999/2000 он был продан в клуб Премьер-лиги «Ковентри Сити» за 6 миллионов фунтов стерлингов, что стало британским рекордом для подростка. Кин взял отличный старт, забив два гола в дебютном матче против «Дерби Каунти». Во время успешного сезона в «Ковентри» он играл важную роль в стильной атакующей команде, в которой играли Гари Макаллистер, Мустафа Хаджи и Юссеф Шиппо, и сформировал продуктивный дуэт с Седриком Русселем. Кин сыграл в 34 матчах, забив 12 голов, все из которых пришлись на Премьер-лигу.

### «Интернационале»
После впечатляющего первого сезона в Премьер-лиге Кин был подписан миланским клубом «Интер» из итальянской Серии А за 13 миллионов фунтов стерлингов в июле 2000 года, подписав пятилетний контракт. Однако мечта игрока о переезде в Италию вскоре была разрушена, когда главный тренер Марчелло Липпи был уволен. Преемник Липпи, Марко Тарделли, посчитал молодого ирландца лишним, и в декабре 2000 года он был отдан в аренду в «Лидс Юнайтед». Кин провёл 14 матчей за «Интер» во всех турнирах, забив три гола, самый запоминающийся из которых состоялся на второй минуте матча Суперкубка Италии против «Лацио». Он также забил в матчах против «Руха» из Хожува в Кубке УЕФА и «Лечче» в Кубке Италии.

### «Лидс Юнайтед»
Его карьера в «Лидсе» началась впечатляюще, он забил девять голов в 14 матчах за клуб, прежде чем главный тренер «Лидса» Дэвид О’Лири в мае 2001 года оформил его постоянную аренду, первоначальная стоимость которой составила 12 млн фунтов стерлингов. Следующий сезон оказался не таким ярким, и он обнаружил, что опустился в уровне. Его форма ухудшилась, и он забил всего девять голов в 33 матчах, три из которых пришлись на победу 9 октября 2001 года в Кубке лиги над «Лестер Сити» (6:0).
Тем временем «Лидс» всё глубже погружался в долги и был вынужден продать многих игроков, и Кин был в том числе, когда был продан в «Тоттенхэм Хотспур» перед самым крайним сроком трансферного окна 2002/03 за 7 миллионов фунтов стерлингов.

### «Тоттенхэм Хотспур»

#### 2002—2005
Робби — такой душка, что все, с кем знакомится, тут же в него влюбляются.
Подписывая его в «Тоттенхэм», главный тренер Гленн Ходдл сказал, что Кин идеально подходит «Тоттенхэму» и может сделать «Уайт Харт Лейн» своим «духовным домом» на долгие годы. У ирландца был впечатляющий дебют в «шпорах»: он реализовал пенальти во время победы над «Вест Хэм Юнайтед» (3:2). Первый гол Кина за «Тоттенхэм» состоялся в матче против «Блэкберн Роверс» (2:1) на «Ивуд Парк». Хотя «шпоры» заняли разочаровывающее десятое место, Кин стал их историей успеха в сезоне, став лучшим бомбардиром «Тоттенхэма» с 13 голами, включая эффектный хет-трик в победе над «Эвертоном» на «Уайт Харт Лейн».
В сезоне 2003/04 «шпоры» боролись за выживание, но голы Кина сыграли важную роль в сохранении места «Тоттенхэма» в Премьер-лиге. Хет-трик в матче с «Вулверхэмптон Уондерерс», и пенальти на последней минуте в дерби Северного Лондона против «Арсенала», несмотря на то, что «Арсенал» выиграл Премьер-лигу у «Тоттенхэма», стали яркими моментами, так как Кин снова закончил сезон лучшим бомбардиром «Тоттенхэма» с 16 голами, 14 в лиге.
Его третий сезон был более разочаровывающим. Несмотря на то, что он закончил сезон с самым большим количеством голов в сезоне за «шпор» — 17, большую часть сезона он играл на вторых ролях, уступая таким игрокам, как Джермейн Дефо, Фредерик Кануте и Мидо. В апреле 2005 года по завершении матча с «Бирмингем Сити» Кин был очень бурно возмущён отсутствием возможности выйти на поле, за что был оштрафован на 10 000 фунтов и отправлен тренироваться со вторым составом, что ставило под сомнением его будущее на «Уайт Харт Лейн».

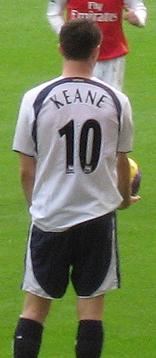
Робби Кин в матче против «Арсенала», 3 декабря 2006 года

Сезон 2005/06 начался так же, как и закончился предыдущий, когда Дефо был выбран в качестве партнёра Мидо в ударной группе «Тоттенхэма». Однако Дефо продолжал разочаровывать, и настойчивость Кина окупилась в ноябре, когда главный тренер Мартин Йол дал ирландцу шанс заменить Дефо и заявить о себе. К марту он обогнал Мидо и стал лучшим бомбардиром клуба. Кин закончил сезон с 16 голами в лиге, став четвёртым лучшим бомбардиром Премьер-лиги в том сезоне. Он также стал вице-капитаном, принимая на себя обязанности капитана в тех случаях, когда Ледли Кинг был недоступен. В декабре 2005 года Кин был вовлечён в драку на тренировочной площадке с партнёром по команде Эдгаром Давидсом, но впоследствии пара публично помирилась и была замечена на поле в подбадривании друг друга.

#### 2006—2008
В феврале 2006 года владелец и президент «Интера» Массимо Моратти признался, что сожалеет о том, что отпустил Кина после того, как был впечатлён его выступлениями в «Тоттенхэме». Игрок продлил свои обязательства перед английским клубом, подписав новый четырёхлетний контракт в марте 2006 года. 6 мая 2006 года Кин был назван одним из десяти членов команды «шпор» заболевших норовирусом. Однако он всё же смог сыграть в последней игре сезона против «Вест Хэм Юнайтед».
Кин медленно начал сезон 2006/07, который ещё больше осложнился травмой связок колена, полученной нападающим в игре против «Мидлсбро» 5 декабря 2006 года. Его возвращение после травмы ознаменовало начало возвращения формы и динамичного партнёрства с Димитаром Бербатовым. Кин и Бербатов были совместно удостоены награды «Игрок месяца Премьер-лиги» за апрель 2007 года. Ирландец закончил сезон с 22 голами во всех турнирах, что является самым высоким показателем за всю его карьеру, забив 15 голов в последних 15 матчах в сезоне. Кин провёл свой 200-й матч за «Тоттенхэм» в заключительной игре сезона 2006/07 против «Манчестер Сити» (2:1), забив первый гол в победе, благодаря которой «Тоттенхэм» занял пятое место в турнирной таблице.
28 мая 2007 года подписал новый пятилетний контракт с «Тоттенхэмом». 26 декабря 2007 года он стал тринадцатым игроком в истории лиги, забившим 100 голов в Премьер-лиге. 2007 год оказался выдающимся для нападающего: всего 31 гол и 13 результативных передач из 40 стартовых матчей. Его 19 голов в лиге за календарный год стали самым высоким показателем среди всех игроков Премьер-лиги в течение 2007 года.
19 января 2008 года забил свой 100-й гол за «Тоттенхэм» в победе над «Сандерлендом» (2:0), став пятнадцатым игроком «Тоттенхэма», достигшим этой цели. 24 февраля 2008 года завоевал свою первую награду в качестве игрока, когда его команда «Тоттенхэм» выиграла первый финал Кубка лиги, проходивший на новом стадионе «Уэмбли», победив «Челси» (2:1) после дополнительного времени. 12 апреля 2008 года провёл свой 250-й матч за «шпор» в ничьей с «Мидлсбро» (1:1). Кин закончил сезон 2007/08, став лучшим бомбардиром «шпор» наравне с Бербатовым, с 23 голами во всех турнирах. Его 15 голов в Премьер-лиге сделали его первым игроком английского клуба, забивавшим двойные голы в Премьер-лиге в 6 сезонах подряд. За свою карьеру в «Тоттенхэме» ирландец трижды становился лучшим игроком года (2003, 2005/06 и 2007/08), став первым игроком, которому это удалось.
Его постоянство и частота ударов привлекли внимание соперников по Премьер-лиге — «Ливерпуля». Несмотря на первоначальное сопротивление продаже и обвинения в неправомерных действиях, «Тоттенхэм» согласился на сделку по продаже игрока за 20,3 миллиона фунтов стерлингов.

### «Ливерпуль»
1 июля 2008 года «Ливерпуль» публично объявил о своём интересе к Робби Кину. На фоне обвинений в том, что «Ливерпуль» выбил игрока из колеи, «Тоттенхэм Хотспур» подал жалобу в Премьер-лигу на поведение клуба. Однако 28 июля 2008 года «Тоттенхэм» подтвердил продажу нападающего за 19 миллионов фунтов стерлингов (плюс потенциальная компенсация в размере 1,3 млн фунтов в качестве компенсации по результатам выступлений игрока). Вскоре после этого Кин договорился с «Ливерпулем» и подписал четырёхлетний контракт с мерсисайдским клубом. По прибытии в Ливерпуль Кин сказал: «Всю свою жизнь я был фанатом „Ливерпуля“. Когда я рос в Дублине, на моей спине всегда была футболка „Ливерпуля“. Сидеть тут сегодня в тренировочном костюме „Ливерпуля“ — это исполнение моей мечты». После трансфера «Тоттенхэм» отозвал свою официальную жалобу на «Ливерпуль» после того, как клуб сделал пожертвование в фонд «Тоттенхэм Хотспур» и извинился за своё поведение до сделки. Председатель совета директоров «Тоттенхэма» Дэниэл Леви публично выразил своё недовольство, сказав, что был вынужден осуществить трансфер игрока из-за вмешательства «Ливерпуля».
Робби Кину дали номер 7, и он забил свой первый гол за «Ливерпуль» 1 октября 2008 года в матче Лиги чемпионов против ПСВ на «Энфилде». Второй гол в Лиге чемпионов последовал быстро: Кин забил первый гол в матче «Ливерпуля» с «Атлетико Мадрид» (1:1). Голы в Премьер-лиге были менее продолжительными, но 8 ноября он забил дважды за «Ливерпуль» против «Вест Бромвич Альбион».
Прошло шесть недель, прежде чем нападающий забил снова, но это был решающий гол в матче с «Арсеналом» (1:1), который принёс «Ливерпулю» выездную ничью с соперниками по лиге. В следующем матче Премьер-лиги против «Болтон Уондерерс» Кин забил ещё два гола, обеспечив победу «Ливерпуля» со счётом 3:0. Во время январского трансферного окна «Тоттенхэм Хотспур» сделал предложение о покупке нападающего, и «красные» приняли его, позволив ирландцу вернуться в свой бывший клуб за 12 миллионов фунтов стерлингов, что на 7 миллионов фунтов меньше, чем заплатил за него «Ливерпуль».

### Возвращение в «Тоттенхэм»

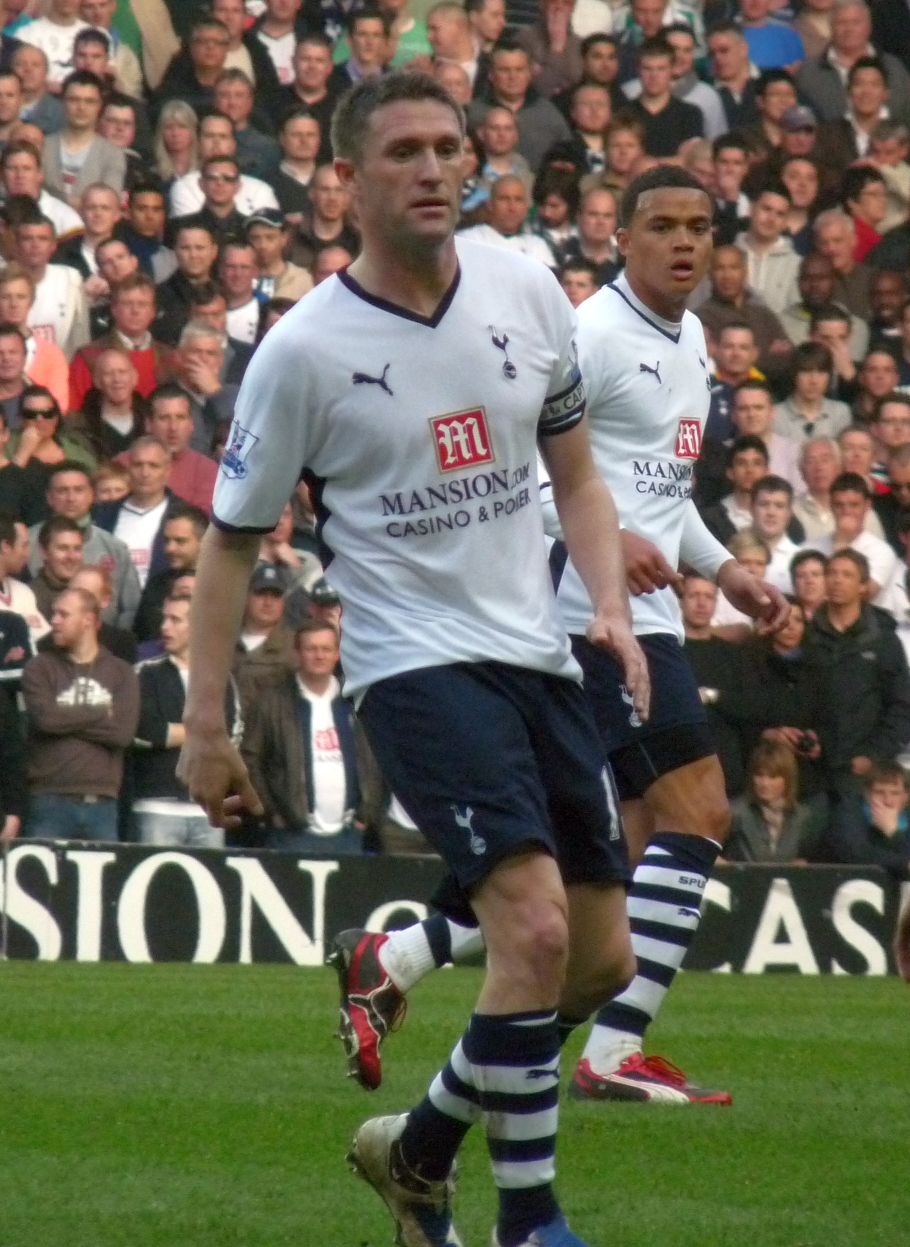
Робби Кин в матче против «Челси» на «Уайт Харт Лейн», 21 марта 2009 года

2 февраля 2009 года вернулся в «Тоттенхэм», подписав контракт за базовую сумму в 12 миллионов фунтов стерлингов, которая потенциально могла вырасти до 16 миллионов фунтов стерлингов с дополнительными условиями. Эта сделка означала, что общая сумма трансферных отчислений, выплаченных за Кина за всю его карьеру, составила около 75 миллионов фунтов стерлингов. Он подписал четырёхлетний контракт с клубом из северного Лондона. Ирландец был одним из трёх игроков, вернувшихся в «Тоттенхэм» во время трансферного окна, наряду с Джермейном Дефо и Паскалем Шимбондой. Через неделю он также стал вице-капитаном «Тоттенхэма», после того, как часто заменял Ледли Кинга во время своего первого пребывания в клубе. Он сыграл вничью за «шпор» в финал Кубка лиги 2009 года. 4 марта забил свой первый гол после возвращения в клуб, открыв счёт в решающей домашней победе над «Мидлсбро» (4:0). После этого он забил ещё один важный гол, на этот раз 7 марта сравняв счёт на последней минуте, в матче с «Сандерлендом» (1:1).
Вскоре после возвращения Кина на «Уайт Харт Лейн» железнодорожная компания Virgin Trains запустила рекламу со слоганом «Из Ливерпуля в Лондон быстрее, чем Робби Кин». Вернувшись в «Ливерпуль» в последний день сезона, он забил гол в поражении (1:3). Он получил в целом тёплый приём от болельщиков, несмотря на то, что забил против них.
31 июля 2009 года стал капитаном «Тоттенхэма» и выиграл азиатский трофей Премьер-лиги на предсезонном турнире в Китае. Он забил дважды в победе над «Халл Сити» (3:0) на стадионе «Трудящихся». 26 сентября 2009 года забил четыре гола в победе над «Бернли» (5:0). 27 октября 2009 года во время матча четвёртого раунда Кубка лиги «Тоттенхэм» забил один из двух голов в ворота «Эвертона» на «Уайт Харт Лейн». 7 ноября 2009 года он продолжил свою голевую форму, забив ещё один гол в ворота «Сандерленда» в домашней победе 2:0.

#### Аренды в «Селтик» и «Вест Хэм»
1 февраля 2010 года подписал контракт с «Селтиком» на правах аренды до конца сезона 2009/10 и получил футболку с номером 7, которую ранее носили Джимми Джонстон и Хенрик Ларссон. После подписания контракта с «Селтиком» Кин сказал: «Селтик» очень серьёзный клуб. Я его болельщик, и меня не нужно было уговаривать перейти сюда. Я всегда хотел играть в этом клубе, так что в итоге все остались довольны".
Он дебютировал в составе «Селтика» в матче против «Килмарнока», проигранном 2 февраля на «Регби Парк» со счётом 0:1. Он забил свой первый гол за «Селтик» в победе в пятом раунде Кубка Шотландии против «Данфермлина» (4:2) на «Ист Энд Парк». 13 февраля забил свой первый гол в шотландской Премьер-лиги против «Абердина» (4:4). 20 февраля его первый гол на «Селтик Парк» стал победным в матче против «Данди Юнайтед». Первый матч Кина в Old Firm против «Рейнджерс» состоялся 28 февраля, «Селтик» проиграл 0:1. 13 марта забил свой первый хет-трик за «Селтик» в победе над «Килмарноком» (3:0) в Кубке Шотландии, а затем забил ещё два в матче с ними в лиге две недели спустя. Предпоследним матчем Кина была победа над «Рейнджерс» 4 мая со счётом 2:1 в рамках Old Firm. 9 мая он провёл свой последний матч за «Селтик» против «Хартс», забив первый гол в победе 2:1. Он заявил, что ему понравилось время, проведённое в шотландском клубе, и что это вернуло ему «голод к футболу». 12 апреля был объявлен игроком месяца шотландской Премьер-лиги за март 2010 года. 19 апреля 2010 года был объявлен игроком года среди болельщиков «Селтика».
30 января 2011 года перешёл в «Вест Хэм Юнайтед» на правах аренды до конца сезона. 2 февраля дебютировал за «Вест Хэм» в победе над «Блэкпулом» (3:1) на «Блумфилд Роуд», забив при этом свой первый гол. У «Вест Хэма» была возможность продлить соглашение на два года, если он избежит вылета из Премьер-лиги. Однако в мае 2011 года «Вест Хэм» вылетел в низшую лигу, и Кин вернулся в «Тоттенхэм».

### «Лос-Анджелес Гэлакси»

#### Сезон 2011
После игры за вновь реформированный «Нью-Йорк Космос» в памятном матче Пола Скоулза, Робби Кин перешёл в «Лос-Анджелес Гэлакси» из MLS, став одним из трёх разрешенных внебюджетных игроков клуба, наряду с Дэвидом Бекхэмом и Лэндоном Донованом. Чтобы освободить место для Кина, «Гэлакси» обменяли своего предыдущего третьего внебюджетного игрока, Хуана Пабло Анхеля, в команду городских соперников «Чивас США». В американской команде футболист выбрал номер 14; сумма трансфера составила 3,5 миллиона фунтов стерлингов. Он сказал: «Я сюда не отдыхать приехал, а побеждать и забивать много мячей. Я рад такой возможности. С нетерпением жду момента, когда смогу выйти на поле и принести успех своей новой команде. Конечно, от меня в Америке многого ждут, будет оказываться давление, но я долгое время играл в английской премьер-лиге и отлично делал то, что умею лучше всего. Теперь пришло время для нового вызова». 20 августа 2011 года дебютировал в матче Калифорнийского класико против «Сан-Хосе Эртквейкс» и забил свой первый гол за свою новую команду на 21-й минуте, победив со счётом 2:0 на «Дигнити Хелс Спортс Парк». 13 сентября забил свой первый гол в Лиге чемпионов КОНКАКАФ в матче группового этапа против мексиканского «Монаркас Морелия» (2:1).
«Лос-Анджелес Гэлакси» завершили сезон чемпионами Западной конференции и выиграли Supporters’ Shield. 6 ноября, в своём первом полном матче, забил гол в победе над «Реал Солт-Лейк» со счётом 3:1 и забронировал место в Кубке MLS 2011 года. Две недели спустя он ассистировал Доновану в победном голе на 72-й минуте финала, когда «Гэлакси» победили «Хьюстон Динамо» со счётом 1:0 на своём домашнем стадионе.

#### Аренда в «Астон Виллу»
8 января 2012 года нападающий согласился перейти на правах аренды в «Астон Виллу» на два месяца, до начала нового сезона MLS в марте. Он тренировался с командой «Виллы» 9 и 10 января и завершил переход 12 числа.
14 января дебютировал на «Вилла Парк» в матче с «Эвертоном» (1:1), выйдя на замену на 81-й минуте вместо Стивена Уорнока. Затем Кин дебютировал в следующем матче «Виллы» против «Вулверхэмптон Уондерерс» (3:2), в котором он забил два своих первых гола за клуб, в том числе победный. 5 февраля сравнял счёт в матче против «Ньюкасл Юнайтед», проигранном со счётом 1:2, и это был его третий гол за «Виллу» в четырёх матчах лиги.

#### Возвращение в Лос-Анджелес
18 марта 2012 года забил дважды в домашней победе над «Ди Си Юнайтед» (3:1), которая стала первой победой «Гэлакси» в сезоне. В июле, забив пять голов, в том числе подряд, он был признан игроком месяца MLS. Он закончил регулярный сезон с 16 голами, заняв четвёртое место в списке лучших бомбардиров лиги, и был одним из трёх нападающих, названных в MLS Best XI, наряду с Тьерри Анри и Крисом Вондоловски. 22 сентября его два гола в победе над «Торонто» со счётом 4:2 обеспечили ему место в плей-офф Кубка MLS 2012 года. В полуфинале Конференции Кин забил дважды в победе над «Сан-Хосе» (3:1) во втором матче, когда «Гэлакси» оправились от поражения 0:1 в первом матче. В финале Конференции против «Сиэтл Саундерс» (3:0) он забил ещё два гола в победе в первом матче и пенальти в конце второго матча на «Сенчури-Линк Филд». Кин забил пенальти на последней минуте, чтобы завершить победу 3:1 в Кубке MLS 2012 года, снова против «Хьюстон Динамо».

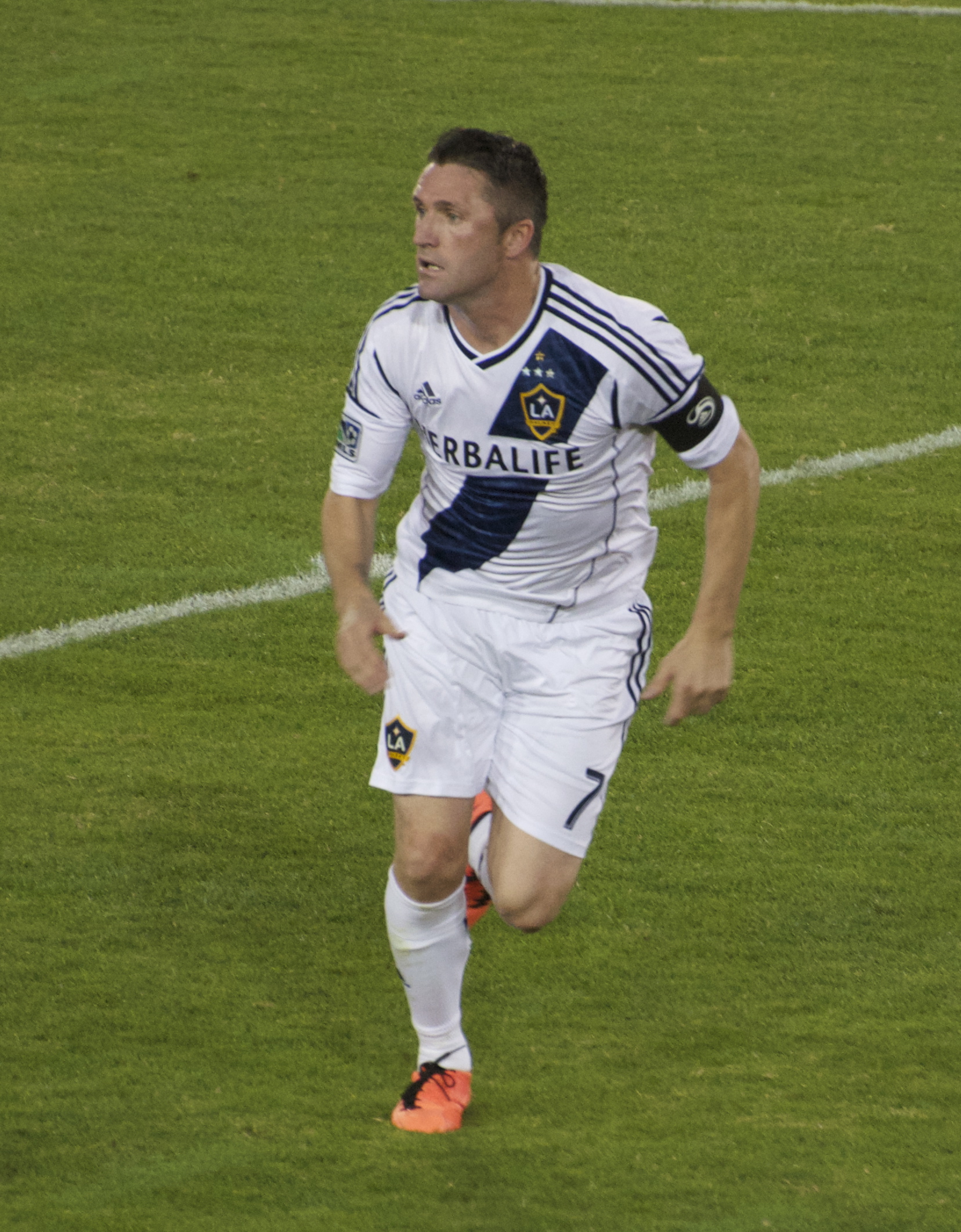
Робби Кин составе «Лос-Анджелес Гэлакси» в 2013 году

В начале сезона 2013 года, в отсутствие Донована, Робби Кин был назначен главным тренером Брюсом Ареной на должность капитана. В день открытия он поучаствовал в каждом голе, когда «Гэлакси» обыграли дома «Чикаго Файр» со счётом 4:0, ассистировав хет-трику Майка Маги, а затем сам забил гол в добавленное время. 26 мая забил свой первый хет-трик в MLS в разгроме «Сиэтла» со счётом 4:0, а 27 августа оформил ещё один в ответной победе над «Солт-Лейк» со счётом 4:2, забив 10 голов за сезон; в августе он стал лучшим игроком месяца в лиге. 6 октября в победе над «Чивасом» со счётом 5:0 Кин забил дважды — первый и последний голы. Во втором сезоне подряд он вошёл в список лучших игроков MLS, получив признание за свои 16 голов и 11 результативных передач — статистику, которая позволила ему занять четвёртое и третье места в соответствующих списках лучших бомбардиров.
6 марта 2014 года подписал новый многолетний контракт с «Лос-Анджелес Гэлакси». В третьем сезоне подряд он достиг двузначного числа голов, забив свой десятый гол 20 июля в матче со «Спортинг Канзас-Сити» (2:1). 28 сентября забил свой 50-й гол в регулярном чемпионате MLS, перебросив вратаря «Нью-Йорк Ред Буллз» (4:0) Луиса Роблеса, открыв счёт в матче.
3 декабря 2014 года получил награду самого ценного игрока MLS после сезона, в котором он забил 19 голов и отдал 14 результативных передач в 29 матчах. Четыре дня спустя он забил гол на 111-й минуте в Кубке MLS 2014 года, который «Гэлакси» выиграли у «Нью-Инглэнд Революшн» (2:1) и завоевали рекордный пятый титул. Кин получил награду MVP Кубка MLS, аналогичную награде «Игрок матча».

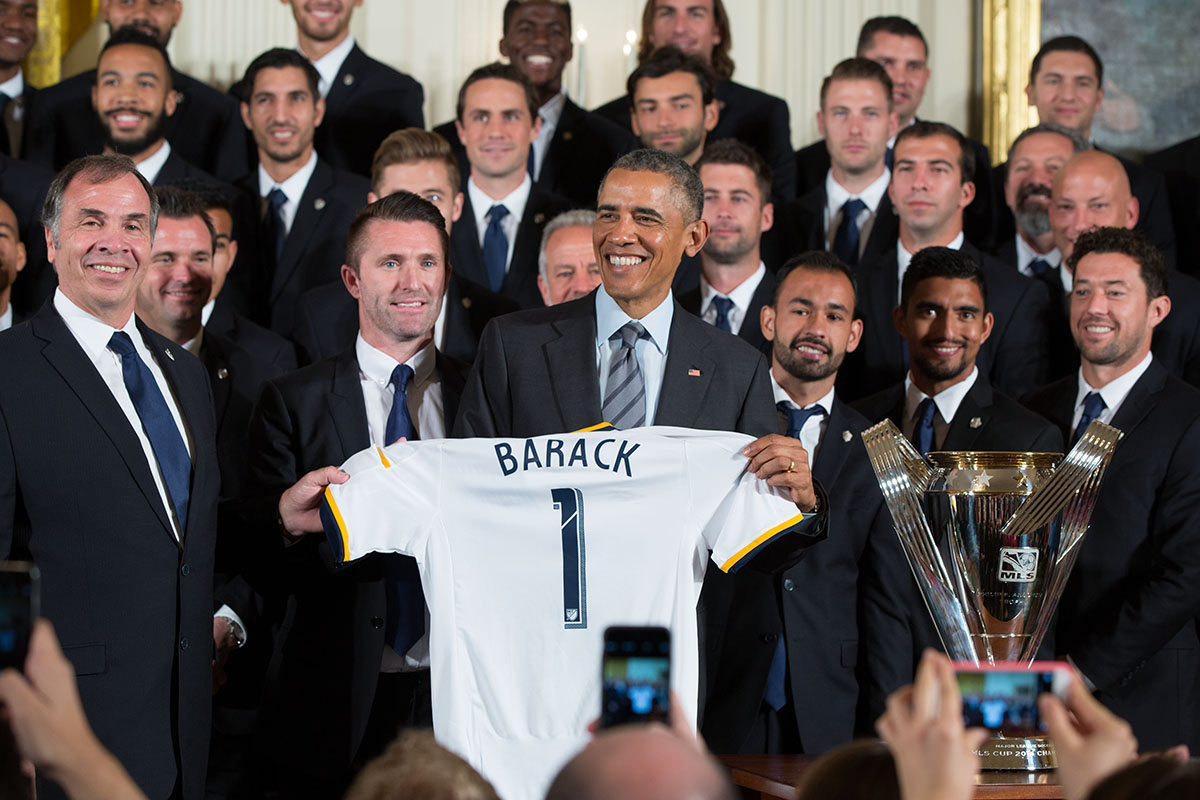
Кин и его товарищи по команде, выигравшие Кубок MLS в 2014 году, встречаются с президентом Бараком Обамой в Белом доме

После объявления о том, что его бывший партнёр по команде «Ливерпуль» Стивен Джеррард перейдет в «Гэлакси» в июле 2015 года, Кин подтвердил, что не будет передавать капитанство. 7 марта забил второй гол в домашней победе над «Чикаго» (2:0) в первой игре сезона. 17 июня сделал хет-трик в четвёртом раунде Открытого кубка Ламара Ханта. Открытый Кубок США, в котором «Гэлакси» выиграли у любителей пятого уровня «ПСА Элит» (6:1). 5 июля оформил хет-трик в победе над «Торонто» со счётом 4:0. Двенадцать дней спустя, в первом матче Джеррарда, он забил три гола во второй игре подряд, включая два пенальти, а Джеррард также отметился голом в победе над «Сан-Хосе» (5:2).
6 марта 2016 года забил с пенальти в первом матче чемпионата 2016 года — домашней победе над «Ди Си Юнайтед» (4:1). После этого он реализовал ещё один пенальти 19 марта в домашней победе над «Сан-Хосе» (3:1). Пропустив пять игр из-за травмы колена, Кин вернулся 8 мая к игре с «Нью-Инглэнд Революшн» (4:2) и забил дважды в домашней победе. 23 июля забил свой 80-й гол в регулярном чемпионате MLS в гостевой победе над «Портленд Тимберс» (2:1) простым ударом с близкого расстояния. 11 сентября забил четвёртый гол «Гэлакси» в домашней победе над «Орландо Сити» (4:2). 25 сентября в домашнем поражении от «Сиэтл Саундерс» (2:4) он забил дважды — девятый и десятый голы в сезоне. В ноябре Кин заявил, что покинет «Лос-Анджелес Гэлакси» после истечения контракта в конце сезона, но не собирается завершать карьеру. В общей сложности он забил 104 гола в 165 матчах за шесть сезонов в составе клуба, а его последней игрой стало поражение в серии пенальти от «Колорадо Рэпидз» в плей-офф Кубка MLS 6 ноября 2016 года.

### АТК
4 августа 2017 года Робби Кин подписал контракт с командой Индийской суперлиги АТК, присоединившись к бывшему товарищу по команде Тедди Шерингему, главному тренеру команды. Он сказал, что возможность играть в новой лиге пришлась ему по душе. Он получил майку с номером 10 и был назначен капитаном клуба. Однако во время предсезонного сбора в Дубае он получил травму ахилла и был вынужден вернуться домой на лечение, выбыв из строя до декабря. В его отсутствие капитаном был назначен испанский защитник Хорди. 7 декабря он дебютировал в первой команде, выйдя на замену на 61-й минуте матча с «Ченнайином» (3:2). 23 декабря забил свой первый гол в победе над «Дели Дайнамос» (1:0).
В марте 2018 года был назначен главным тренером АТК после того, как Шерингем и заменивший его Эшли Вествуд были уволены, а АТК финишировал за пределами плей-офф. Он забил единственный гол в победе над «Норт-Ист Юнайтед» (1:0) во время своего дебюта в качестве наставника, что позволило спасти команду от последнего места. После участия в трёх последних матчах в качестве тренера Кин решил покинуть клуб в конце сезона и заявил, что возьмет тайм-аут, чтобы оценить свои возможности. 28 ноября 2018 года Кин официально объявил о завершении карьеры игрока.

## Карьера в сборной
Робби Кин был частью так называемого «золотого поколения» ирландского молодёжного футбола конца 1990-х годов.

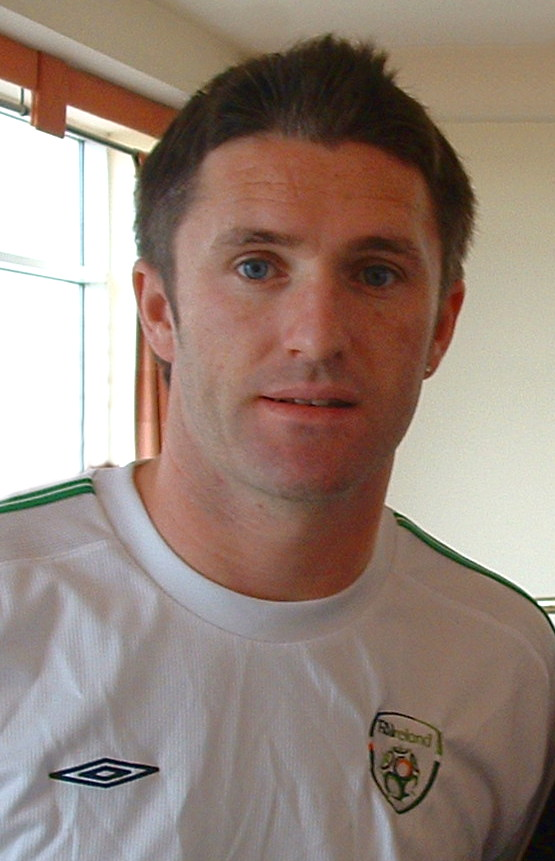
Робби Кин в составе сборной Ирландии в 2004 году

В 1998 году под руководством Брайана Керра Ирландия, не имевшая шансов на чемпионство, выиграла чемпионаты Европы до 16 и до 18 лет, а Кин был в составе победившей на Кипре команды до 18 лет. В 1999 году он играл на молодёжном чемпионате мира в Нигерии, где Ирландия дошла до 1/16 финала, уступив хозяевам по пенальти. Свой первый гол в составе сборной Ирландии он забил против сборной Чехии в Оломоуце в марте 1998 года. 14 октября 1998 года в игре против сборной Мальты Робби Кин не просто отличился в первом официальном матче, но и оформил дубль.
Кин был выбран Миком Маккарти в состав сборной Ирландии на чемпионат мира 2002 года в Южной Корее и Японии, забив три гола в четырёх матчах. Кин сравнял счёт в матче группового этапа против сборной Германии (1:1), когда ирландцы удивили многих, сыграв с бывшими чемпионами вничью. Это был первый из трёх голов, пропущенных Германией на турнире (два других были забиты в финале бразильцем Роналдо). В матче 1/8 финала против сборной Испании он забил пенальти на последней минуте, чтобы перевести игру в дополнительное время и серию пенальти после того, как ирландцы уступали в счёте в начале первого тайма, но в итоге проиграли 3:2 по пенальти.
13 октября 2004 года стал лучшим бомбардиром сборной Ирландии в матче против сборной Фарерских островов, когда он забил свои 22-й и 23-й голы. Первый из этих голов побил рекорд Нилла Куинна — 21 гол.
Хотя Ирландия не смогла квалифицироваться на чемпионат мира 2006 года, Кин забил четыре гола в восьми отборочных матчах сборной Ирландии. После назначения Стива Стонтона главным тренером сборной Ирландии Робби был назначен капитаном. В первой игре под руководством Стонтона Кин забил второй гол в победе над сборной Швеции (3:0) на стадионе «Лэнсдаун Роуд», а в последнем матче на стадионе «Лэнсдаун Роуд» отметился хет-триком во время своего 70-го выхода на международный чемпионат в победе над сборной Сан-Марино со счётом 5:0 15 ноября 2006 года. Джованни Трапаттони, сменивший Стонтона, сохранил Кина в качестве капитана команды, начиная со своей первой игры 24 мая 2008 года против сборной Сербии, которая закончилась вничью 1:1.
В качестве капитана привёл команду ко второму месту в отборочной кампании чемпионата мира 2010 года. Он забил свой 40-й международный гол в матче против сборной Кипра, ударом головой на 83-й минуте, который обеспечил победу Ирландии со счётом 2:1. Вместе с Димитаром Бербатовым он возглавил таблицу бомбардиров отборочной группы с 5 голами в 10 матчах. Его 41-й международный гол состоялся 18 ноября 2009 года в спорном матче плей-офф чемпионата мира 2010 года со сборной Франции. Это был его 26-й гол в соревновательных (не товарищеских) международных матчах.
11 августа 2010 года сыграл свой 100-й матч в товарищеской игре против сборной Аргентины (0:1). Этот матч также стал первым международным футбольным матчем на новом стадионе «Авива». В октябре 2010 года забил свой 45-й международный гол в ворота сборной России. Это был первый случай, когда Ирландия проиграла матч, в котором Кин забил гол. До этого Ирландия выиграла 26 и сыграла вничью 10 из 36 матчей, в которых Робби забивал голы. 26 марта 2011 года он побил рекорд Энди Таунсенда по количеству выступлений в качестве капитана сборной Ирландии (40), а также забил гол.

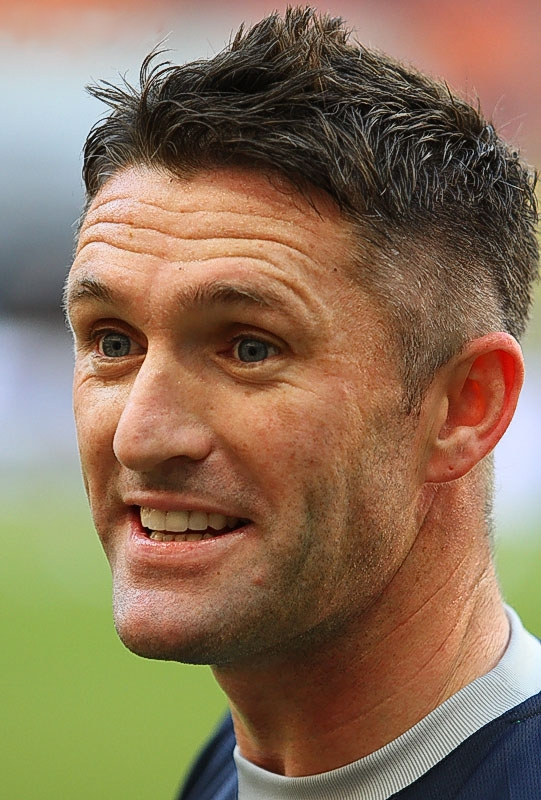
Робби Кин перед матчем против сборной России в 2011 году

Кин принял участие в инаугурационном Кубке Наций за Ирландию, который проходил в феврале и мае 2011 года. Он закончил турнир лучшим бомбардиром, несмотря на то, что не играл в первой игре против сборной Уэльса. Всего нападающий забил три гола: два против сборной Северной Ирландии (5:0) и победный гол в победе над сборной Шотландии (1:0). Ирландия вышла из турнира победителем, выиграв все три матча, не пропустив ни одного гола.
4 июня 2011 года дважды забил в гостевом матче со сборной Македонии (2:0) в рамках квалификации к Евро-2012 и стал первым ирландским или британским игроком, забившим более 50 международных голов. После игры с Македонией его общий счёт составил 51 гол. Он добавил ещё два гола в игре со сборной Эстонии в Таллинне, когда Ирландия победила со счётом 4:0 в плей-офф, что фактически обеспечило квалификацию на Евро-2012 в Польше и Украине, и его голевой счёт достиг 53.

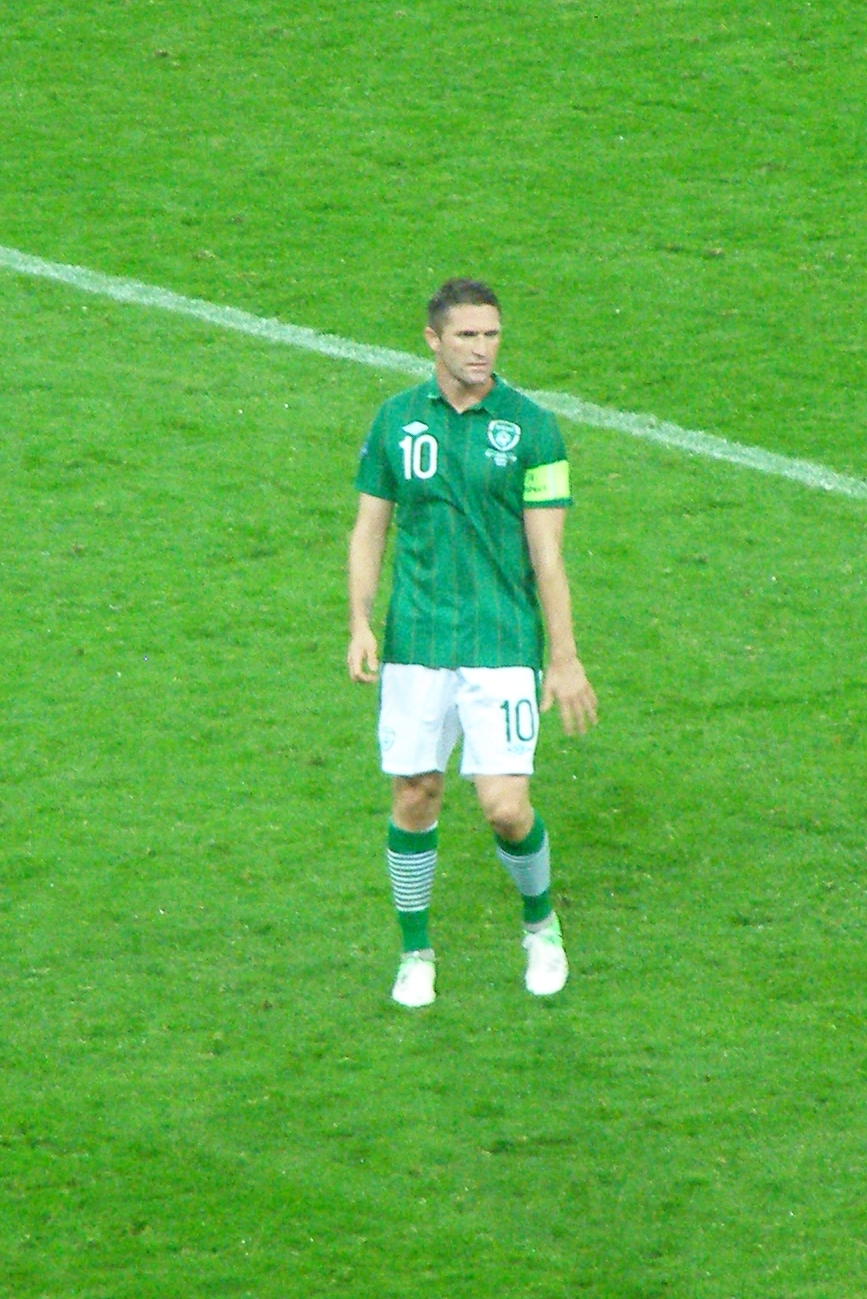
Кин во время матча со сборной Испании на Евро-2012

После разочаровывающего турнира в Польше Кин довёл свой международный счёт до 54, реализовав пенальти на 89-й минуте матча против сборной Казахстана в отборочном матче чемпионата мира 2014 года. Счёт остался 1:1, а гол Кевина Дойла минутой позже обеспечил победное начало кампании. 2 июня 2013 года забил третий и четвёртый голы в матче, 55-й и 56-й голы за сборную Ирландии, против сборной Грузии, победив со счётом 4:0.
7 июня 2013 года сыграл свой 126-й матч за сборную Ирландии и стал новым рекордсменом по количеству выходов на поле, побив предыдущий рекорд Шэя Гивена — 125 выходов на поле. Он также забил свой второй хет-трик в международной карьере в той же игре против сборной Фарерских островов, забив 57-й, 58-й и 59-й голы в победе Ирландии со счётом 3:0. 6 сентября 2013 года забил свой 60-й международный гол в матче против сборной Швеции, проигранном со счётом 1:2. Затем 15 октября 2013 года он забил свои 61-й и 62-й голы за Ирландию против сборной Казахстана (3:1) и против сборной Латвии (3:0) месяц спустя, обе игры проходили в Дублине.
6 июня 2014 года упустил шанс забить свой 63-й гол в матче против сборной Коста-Рики в Филадельфии, когда промахнулся с пенальти в товарищеской игре. После ухода в 2014 году Мирослава Клозе стал самым высоким международным бомбардиром среди действующих игроков. 11 октября 2014 года забил свой третий международный хет-трик, свой 63-й, 64-й и 65-й голы, в победном матче европейского отборочного турнира против сборной Гибралтара (7:0) на стадионе «Авива». Требл завершился с пенальти на 18-й минуте. Это позволило ему забить рекордный 21 гол в отборочных матчах чемпионата Европы, превзойдя 20 голов Хакана Шукюра из Турции. Позже он увеличит свой рекорд до 23 голов, хотя 10 сентября 2019 года рекорд был побит Криштиану Роналду из Португалии.
Кин был вызван в состав из 23 человек тренера Мартина О’Нила на Евро-2016, что стало его последним выступлением на крупном турнире за сборную Ирландии. Однако он был ограничен ролью скамейки запасных и сыграл всего 23 минуты против сборной Швеции и Бельгии соответственно.
24 августа 2016 года объявил о завершении выступлений за национальную команду. Его последним матчем за сборную Ирландии стал товарищеский матч против сборной Омана 31 августа 2016 года на стадионе «Авива». Ирландия победила со счётом 4:0, а Кин отметился голом, сравнявшись с великим немецким футболистом Гердом Мюллером по числу 68 голов на международной арене. Когда он был заменён на 57-й минуте, собравшаяся толпа устроила ему бурные овации. После окончания матча получил почётный коридор от своих товарищей по команде и покинул поле вместе со своими двумя сыновьями под восторженные аплодисменты болельщиков.

## Стиль игры
Талантливый, быстрый и ловкий игрок, Кин был универсальным нападающим, способным играть в любом месте передней линии, благодаря своей способности забивать и организовывать голы. На протяжении всей своей карьеры он часто использовался на креативных ролях в качестве второго нападающего, вингера, атакующего полузащитника позади форвардов и основного нападающего. Технически одарённый, умный и трудолюбивый нападающий, Кин также славился своим темпом, дриблингом и креативностью, а также выделялся своими лидерскими качествами на протяжении всей карьеры.
Хотя на протяжении своей карьеры он использовал множество различных празднований гола, фирменное празднование забитого гола ирландца состояло в том, что он выполнял колесо, затем кувырок вперёд, а затем вставал и имитировал руками жест стрельбы из пистолета.

## Тренерская карьера
В марте 2018 года Робби Кин был назначен играющим-тренером АТК после того, как Шерингем и заменивший его Эшли Вествуд были уволены, а АТК финишировал за пределами плей-офф. Он забил единственный гол в победе над «Норт-Ист Юнайтед» (1:0) во время своего дебюта в качестве наставника, чего хватило, чтобы спасти команду от последнего места. После участия в трёх последних матчах в качестве играющего-тренера Кин решил покинуть клуб в конце сезона.
В ноябре 2018 года Кин согласился стать ассистентом главного тренера сборной Ирландии под руководством вновь назначенного Мика Маккарти.
В июне 2019 года он согласился на двойную роль ассистента главного тренера «Мидлсбро» в Чемпионшипе и сборной Ирландии. Его бывший товарищ по команде Джонатан Вудгейт, который был назначен главным тренером клуба из Тиссайда, предложил ему эту роль в составе обновлённой тренерской команды. 23 июня 2020 года Кин оставил должность помощника после того, как его годичный контракт подошёл к концу во время пандемии COVID.
После назначения Стивена Кенни главным тренером сборной Ирландии в апреле 2020 года, когда до окончания его контракта с ФАИ оставалось два года, Кин был освобождён от должности ассистента тренера сборной Ирландии, поскольку Кенни привёл свою собственную команду. После назначения Кенни Кин остался в штате ФАИ, получая 250 000 евро в год, но не имея никакой должности, а дискуссии о его будущем продолжались. Робби Кин прошёл тренерскую квалификацию УЕФА, получив лицензию УЕФА Pro.
В июне 2023 года Кин подписал контракт с тель-авивским «Маккаби», сменив на посту тренера клуба Айтора Каранку.
6 января 2025 года Кин был назначен новым главным тренером «Ференцвароша», заменив Паскаля Янсена.

## Статистика

### Клубная
| 1997/98          | Вулверхэмптон Уондерерс | Первый дивизион  | 38        | 11        | 3               | 0               | 4                 | 0                 |                             |                             | 45    | 11    |
| 1998/99          | Вулверхэмптон Уондерерс | Первый дивизион  | 33        | 11        | 2               | 2               | 4                 | 3                 | 39                          | 16                          |       |       |
| 1999/00          | Вулверхэмптон Уондерерс | Первый дивизион  | 2         | 2         | -               | -               | 1                 | 0                 | 3                           | 2                           |       |       |
| 1999/00          | Ковентри Сити           | АПЛ              | 31        | 12        | 3               | 0               | -                 | -                 | 34                          | 12                          |       |       |
| Италия           | Италия                  | Италия           | Чемпионат | Чемпионат | Кубок Италии    | Кубок Италии    | Суперкубок Италии | Суперкубок Италии | Еврокубки                   | Еврокубки                   | Всего | Всего |
| 2000/01          | Интернационале          | Серия A          | 6         | 0         | 3               | 1               | 1                 | 1                 | 4                           | 1                           | 14    | 3     |
| Англия           | Англия                  | Англия           | Чемпионат | Чемпионат | Кубок Англии    | Кубок Англии    | Кубо Лиги         | Кубо Лиги         | Еврокубки                   | Еврокубки                   | Всего | Всего |
| 2000/01          | Лидс Юнайтед (аренда)   | АПЛ              | 18        | 9         | 2               | 0               | -                 | -                 |                             |                             | 20    | 9     |
| 2001/02          | Лидс Юнайтед            | АПЛ              | 25        | 3         | 0               | 0               | 2                 | 3                 | 6                           | 3                           | 33    | 9     |
| 2002/03          | Лидс Юнайтед            | АПЛ              | 3         | 1         |                 |                 |                   |                   |                             |                             | 3     | 1     |
| 2002/03          | Тоттенхэм Хотспур       | АПЛ              | 29        | 13        | 1               | 0               | 2                 | 0                 | 32                          | 13                          |       |       |
| 2003/04          | Тоттенхэм Хотспур       | АПЛ              | 34        | 14        | 3               | 1               | 4                 | 1                 | 41                          | 16                          |       |       |
| 2004/05          | Тоттенхэм Хотспур       | АПЛ              | 35        | 11        | 6               | 3               | 4                 | 3                 | 45                          | 17                          |       |       |
| 2005/06          | Тоттенхэм Хотспур       | АПЛ              | 36        | 16        | 1               | 0               | 1                 | 0                 | 38                          | 16                          |       |       |
| 2006/07          | Тоттенхэм Хотспур       | АПЛ              | 27        | 11        | 5               | 5               | 3                 | 1                 | 9                           | 5                           | 44    | 22    |
| 2007/08          | Тоттенхэм Хотспур       | АПЛ              | 36        | 15        | 3               | 2               | 5                 | 2                 | 10                          | 4                           | 54    | 23    |
| 2008/09          | Ливерпуль               | АПЛ              | 19        | 5         | 1               | 0               | 1                 | 0                 | 7                           | 2                           | 28    | 7     |
| 2008/09          | Тоттенхэм Хотспур       | АПЛ              | 14        | 5         |                 |                 |                   |                   |                             |                             | 14    | 5     |
| 2009/10          | Тоттенхэм Хотспур       | АПЛ              | 20        | 6         | 1               | 1               | 2                 | 2                 | 25                          | 9                           |       |       |
| Шотландия        | Шотландия               | Шотландия        | Чемпионат | Чемпионат | Кубок Шотландии | Кубок Шотландии | Кубок Лиги        | Кубок Лиги        | Еврокубки                   | Еврокубки                   | Всего | Всего |
| 2010             | Селтик (аренда)         | ШПЛ              | 16        | 12        | 3               | 4               | 0                 | 0                 |                             |                             | 19    | 16    |
| Англия           | Англия                  | Англия           | Чемпионат | Чемпионат | Кубок Англии    | Кубок Англии    | Кубо Лиги         | Кубо Лиги         | Еврокубки                   | Еврокубки                   | Всего | Всего |
| 2010/11          | Тоттенхэм Хотспур       | АПЛ              | 7         | 0         |                 |                 | 1                 | 1                 | 2                           | 0                           | 10    | 1     |
| 2010/11          | Вест Хэм (аренда)       | АПЛ              | 9         | 2         | 1               | 0               |                   |                   |                             |                             | 10    | 2     |
| США              | США                     | США              | Чемпионат | Чемпионат | Кубок США       | Кубок США       | Плей-офф МЛС      | Плей-офф МЛС      | Северо-американские турниры | Северо-американские турниры | Всего | Всего |
| 2011             | Лос-Анджелес Гэлакси    | MLS              | 4         | 2         | 0               | 0               | 3                 | 1                 | 2                           | 1                           | 9     | 4     |
| Англия           | Англия                  | Англия           | Чемпионат | Чемпионат | Кубок Англии    | Кубок Англии    | Кубо Лиги         | Кубо Лиги         | Еврокубки                   | Еврокубки                   | Всего | Всего |
| 2012             | Астон Вилла (аренда)    | АПЛ              | 6         | 3         | 1               | 0               | -                 | -                 |                             |                             | 7     | 3     |
| США              | США                     | США              | Чемпионат | Чемпионат | Кубок США       | Кубок США       | Плей-офф МЛС      | Плей-офф МЛС      | Северо-американские турниры | Северо-американские турниры | Всего | Всего |
| 2012             | Лос-Анджелес Гэлакси    | MLS              | 28        | 16        | 0               | 0               | 5                 | 5                 | 1                           | 1                           | 34    | 22    |
| Всего            | Англия                  | Англия           | 422       | 150       | 34              | 14              | 34                | 16                | 34                          | 14                          | 524   | 194   |
| Всего            | Италия                  | Италия           | 6         | 0         | 3               | 1               | 4                 | 1                 | 1                           | 1                           | 14    | 3     |
| Всего            | Шотландия               | Шотландия        | 16        | 12        | 3               | 4               | -                 | -                 | -                           | -                           | 19    | 16    |
| Всего            | США                     | США              | 32        | 18        | 0               | 0               | 8                 | 6                 | 3                           | 2                           | 43    | 26    |
| Всего за карьеру | Всего за карьеру        | Всего за карьеру | 476       | 180       | 40              | 19              | 45                | 22                | 41                          | 15                          | 599   | 239   |

### Голы за сборную Ирландии
| Номер              | Дата            | Место                                              | Соперник           | Счёт            | Соревнование      | Голы            |
| 1998 (два гола)    | 1998 (два гола) | 1998 (два гола)                                    | 1998 (два гола)    | 1998 (два гола) | 1998 (два гола)   | 1998 (два гола) |
| ------------------ | --------------- | -------------------------------------------------- | ------------------ | --------------- | ----------------- | --------------- |
| 1:2                | 14 октября      | «Лэнсдаун Роуд», Дублин                            | Мальта             | 5:0             | Квалификация ЧЕ   | 2               |
| 1999 (три гола)    |                 |                                                    |                    |                 |                   |                 |
| 3                  | 1 сентября      | «Лэнсдаун Роуд», Дублин                            | Югославия          | 2:1             | Квалификация ЧЕ   | 1               |
| 4                  | 8 сентября      | «Ta' Qali Stadium», Мдина                          | Мальта             | 3:2             | Квалификация ЧЕ   | 1               |
| 5                  | 13 ноября       | «Лэнсдаун Роуд», Дублин                            | Турция             | 1:1             | Квалификация ЧЕ   | 1               |
| 2000 (два гола)    |                 |                                                    |                    |                 |                   |                 |
| 6                  | 23 февраля      | «Лэнсдаун Роуд», Дублин                            | Чехия              | 2:0             | Товарищеский матч | 1               |
| 7                  | 2 сентября      | «Арена», Амстердам                                 | Нидерланды         | 2:2             | Квалификация ЧМ   | 1               |
| 2001 (один гол)    |                 |                                                    |                    |                 |                   |                 |
| 8                  | 10 ноября       | «Лэнсдаун Роуд», Дублин                            | Иран               | 2:0             | Квалификация ЧМ   | 1               |
| 2002 (шесть голов) |                 |                                                    |                    |                 |                   |                 |
| 9                  | 13 февраля      | «Лэнсдаун Роуд», Дублин                            | Россия             | 2:0             | Товарищеский матч | 1               |
| 10                 | 27 марта        | «Лэнсдаун Роуд», Дублин                            | Дания              | 3:0             | Товарищеский матч | 1               |
| 11                 | 5 июня          | «Кашима Стадиум», Кашима                           | Германия           | 1:1             | Чемпионат мира    |                 |
| 12                 | 11 июня         | «Международный стадион Йокогама», Йокогама         | Саудовская Аравия  | 3:0             | Чемпионат мира    | 1               |
| 13                 | 16 июня         | «Suwon Big Bird Stadium», Сувон                    | Испания            | 1:1             | Чемпионат мира    | 1               |
| 14                 | 21 августа      | «Олимпийский стадион», Хельсинки                   | Финляндия          | 3:0             | Товарищеский матч | 1               |
| 2003 (четыре гола) |                 |                                                    |                    |                 |                   |                 |
| 15                 | 7 июня          | «Лэнсдаун Роуд», Дублин                            | Албания            | 2:1             | Квалификация ЧЕ   | 1               |
| 16                 | 11 июня         | «Лэнсдаун Роуд», Дублин                            | Грузия             | 2:0             | Квалификация ЧЕ   | 1               |
| 17—18              | 18 ноября       | «Лэнсдаун Роуд», Дублин                            | Канада             | 3:0             | Товарищеский матч | 2               |
| 2004 (шесть голов) |                 |                                                    |                    |                 |                   |                 |
| 19                 | 31 марта        | «Лэнсдаун Роуд», Дублин                            | Чехия              | 2:1             | Товарищеский матч | 1               |
| 20                 | 5 июня          | «Арена», Амстердам                                 | Нидерланды         | 1:0             | Товарищеский матч | 1               |
| 21                 | 4 сентября      | «Лэнсдаун Роуд», Дублин                            | Республика Кипр    | 3:0             | Квалификация ЧМ   | 1               |
| 22—23              | 13 октября      | «Лэнсдаун Роуд», Дублин                            | Фарерские острова  | 2:0             | Квалификация ЧМ   | 2               |
| 24                 | 16 ноября       | «Лэнсдаун Роуд», Дублин                            | Хорватия           | 1:0             | Товарищеский матч | 1               |
| 2005 (один гол)    |                 |                                                    |                    |                 |                   |                 |
| 25                 | 4 июня          | «Лэнсдаун Роуд», Дублин                            | Израиль            | 2:2             | Квалификация ЧМ   | 1               |
| 2006 (четыре гола) |                 |                                                    |                    |                 |                   |                 |
| 26                 | 1 марта         | «Лэнсдаун Роуд», Дублин                            | Швеция             | 3:0             | Товарищеский матч | 1               |
| 27—29              | 15 ноября       | «Лэнсдаун Роуд», Дублин                            | Сан-Марино         | 5:0             | Квалификация ЧЕ   | 3               |
| 2007 (три гола)    |                 |                                                    |                    |                 |                   |                 |
| 30—31              | 22 августа      | «NRGi Park», Орхус                                 | Дания              | 4:0             | Товарищеский матч | 2               |
| 32                 | 17 ноября       | «Миллениум»,Кардифф                                | Уэльс              | 2:2             | Квалификация ЧЕ   | 1               |
| 2008 (три гола)    |                 |                                                    |                    |                 |                   |                 |
| 33                 | 29 мая          | «Крэйвен Коттедж», Лондон                          | Колумбия           | 1:0             | Товарищеский матч | 1               |
| 34                 | 20 августа      | «Уллевол», Осло                                    | Норвегия           | 1:1             | Товарищеский матч | 1               |
| 35                 | 15 октября      | «Кроук Парк», Дублин                               | Республика Кипр    | 1:0             | Квалификация ЧМ   | 1               |
| 2009 (четыре гола) |                 |                                                    |                    |                 |                   |                 |
| 36—37              | 11 февраля      | «Кроук Парк», Дублин                               | Грузия             | 2:1             | Квалификация ЧМ   | 2               |
| 38                 | 1 апреля        | «Сан Никола», Бари                                 | Италия             | 1:1             | Квалификация ЧМ   | 1               |
| 39                 | 29 мая          | «Крэйвен Коттедж», Лондон                          | Нигерия            | 1:1             | Товарищеский матч | 1               |
| 2010 (три гола)    |                 |                                                    |                    |                 |                   |                 |
| 40-41              | 28 мая          | «RDS Arena», Дублин                                | Алжир              | 3:0             | Товарищеский матч | 2               |
| 42                 | 8 октября       | «Авива-Стэдиум», Дублин                            | Россия             | 2:3             | Квалификация ЧЕ   | 1               |
| 2011 (пять голов)  |                 |                                                    |                    |                 |                   |                 |
| 43                 | 26 марта        | «Авива-Стэдиум», Дублин                            | Северная Македония | 2:1             | Квалификация ЧЕ   | 1               |
| 44-45              | 4 июня          | «Национальная Арена Филипп II Македонский», Скопье | Северная Македония | 0:2             | Квалификация ЧЕ   | 2               |
| 46-47              | 15 октября      |                                                    |                    |                 |                   |                 |

## Достижения

### Командные
Ковентри Сити
- Финалист молодёжного кубка Англии: 2000

Интернационале
- Финалист Суперкубка Италии: 2000

Ливерпуль
- Вице-чемпион английской Премьер-лиги: 2008/09

Тоттенхэм
- Обладатель Кубка Футбольной лиги: 2008

Селтик
- Серебряный призёр чемпионата Шотландии: 2009/10

Лос-Анджелес Гэлакси
- Обладатель Кубка MLS (3): 2011, 2012, 2014
- Обладатель трофея MLS Supporters’ Shield: 2011

Сборная Ирландии
- Победитель Чемпионата Европы среди юношей (до 19 лет): 1998

### Личные
- Лучший бомбардир в истории сборной Ирландии (67 мячей)
- Лучший игрок года в «Селтике» по версии болельщиков: 2009/10[220]
- Игрок месяца английской Премьер-лиги (3): август 1999, январь 2001, апрель 2007
- Игрок месяца шотландской Премьер-лиги: март 2010[221]
- Игрок месяца MLS (2): июль 2012, август 2013
- Рекордсмен сборной Ирландии по количеству голов на чемпионатах мира: 3 гола
- Самый ценный игрок MLS: 2014
- Самый ценный игрок финала кубка MLS: 2014
- Символическая сборная года MLS (4): 2012, 2013, 2014, 2015

## Личная жизнь
7 июня 2008 года Кин женился на бывшей участнице конкурса «Мисс Ирландия» Клодин Палмер в Баллибраке. У них двое сыновей, которых назвали Роберт (родился 10 мая 2009 года) и Хадсон (родился 5 октября 2015 года).
Является двоюродным братом английского певца Моррисси, и сам был отмечен за свои певческие способности. Его первый двоюродный брат — Джейсон Бирн, второй по количеству забитых голов в истории Лиги Ирландии. Имеет грин-карту США, которая давала ему право выступать в составе клуба MLS как местный игрок. Он получил лицензию УЕФА «А» в январе 2016 года через программу обучения тренеров Футбольной ассоциации Ирландии.
Кин заявил о своей поддержке легализации однополых браков в Ирландии перед референдумом в 2015 году.
Является послом Детского медицинского и исследовательского фонда в Крамлине, Дублин. 18 февраля 2015 года в сопровождении своих товарищей по команде «Лос-Анджелес Гэлакси» Кин лично вручил больнице чек на 50 000 долларов от фонда «Лос-Анджелес Гэлакси» и Herbalife.
Кин и его жена Клодин поддержали призыв «Герои наших больниц», собрав деньги для работников передовой линии в больницах по всей Ирландии, создав страницу GoFundMe после того, как члену семьи был поставлен диагноз COVID-19 и его пришлось госпитализировать. По состоянию на июль 2021 года страница GoFundme собрала более 81 000 евро.